# Йованович, Чедомир
Чедомир «Чеда» Йованович (серб. Чедомир «Чеда» Јовановић; род. 13 апреля 1971, Белград) — сербский политик, председатель Либерально-демократической партии.

## Биография
Начальное образование Чедомир получил в Белграде. Он окончил драматургический факультет Белградского университета в 1998 году. Будучи студентом, он работал журналистом.
Чедомир был одним из лидеров студенческого протеста 1996—1997 годов, в результате чего был неоднократно арестован полицией. По окончании протеста он с группой единомышленников основал Студенческий политический клуб, который поддержал бойкот республиканских выборов в 1997 году.
Он вступил в Демократическую партию только в 1998 году, в октябре 2001 года был избран ее вице-президентом. Он участвовал в избирательных кампаниях в сентябре и декабре 2000 года. Во время предвыборной кампании возглавлял избирательные штабы Демократической партии и Демократической оппозиции Сербии. В 2001 году он был избран депутатом Народной скупщины.
С января 2001 г. по март 2003 г. годы он занимал пост руководителя парламентской группы DOS. Йованович являлся самым молодым политиком на своем посту в истории Сербии.
В марте 2001 года он участвовал в аресте Слободана Милошевича в качестве переговорщика.
В правительстве Сербии, сформированном после смерти Зорана Джинджича, 18 марта 2003 года. в том же году он стал вице-президентом правительства, отвечающим за европейскую интеграцию и координацию реформ. Участвовал в разработке плана действий и дальнейшей гармонизации отношений между Сербией и Черногорией.
Создал свою партию в 2005 году, после раскола с Демократической партией. В 2012 году на базе партии была создана коалиция «Поворот», получившая 20 мандатов на парламентских выборах.
Дважды выставлял свою кандидатуру на пост президента страны. В 2008 году набрал 5,34 % голосов. В 2012 году набрал 5,03 % голосов и занял 6 место.
Является автором книги «Моя конфронтация».

## Политические позиции
Йованович выступает за нормализацию отношений с другими странами бывшей Югославии (в частности, с Боснией и Герцеговиной и Хорватией), регионализацию Сербии, эмансипацию женщин и свободную деятельность СМИ.